# Planchonella sessilis
Planchonella sessilis là một loài thực vật có hoa trong họ Hồng xiêm. Loài này được A.C.Sm. & S.P.Darwin miêu tả khoa học đầu tiên năm 1975.